# Constantin Borăscu
Constantin Borăscu (ur. 30 stycznia 1974) – rumuński zapaśnik walczący w stylu klasycznym. Olimpijczyk z Sydney 2000, gdzie zajął dziewiąte miejsce w kategorii 58 kg.
Trzy razy startował na mistrzostwach świata a jego najlepszy wynik to piąta lokata w 1998 i 1999. Piąty na mistrzostwach Europy w 1998 roku.
- Turniej w Sydney 2000

Pokonał Muhammada Barkawiego z Tunezji a przegrał z Rosjaninem Walerijem Nikonorowem i Rifatem Yildizem z Niemiec.